# Forêts picardes : massif des trois forêts et bois du Roi
Forêts picardes : massif des trois forêts et bois du Roi este o arie protejată (arie de protecție specială avifaunistică — SPA) din Franța întinsă pe o suprafață de 13.615 ha, integral pe uscat.

## Localizare
Centrul sitului Forêts picardes : massif des trois forêts et bois du Roi este situat la coordonatele 49°10′15″N 2°35′00″E / 49.17083°N 2.58333°E.

## Înființare
Situl Forêts picardes : massif des trois forêts et bois du Roi a fost declarat arie de protecție specială avifaunistică în baza directivei 79/409 din 1979 referitoare la conservarea păsărilor sălbatice pentru a proteja 12 specii de animale.

## Biodiversitate
Situată în ecoregiunea atlantică, aria protejată nu include niciun habitat protejat.
La baza desemnării sitului se află mai multe specii protejate de  păsări (12): pescăruș albastru (Alcedo atthis), caprimulg (Caprimulgus europaeus), barză albă (Ciconia ciconia), erete vânăt (Circus cyaneus), ciocănitoarea de stejar (Dendrocopos medius), ciocănitoare neagră (Dryocopus martius), cocor (Grus grus), stârc pitic (Ixobrychus minutus), sfrâncioc roșiatic (Lanius collurio), ciocârlie de pădure (Lullula arborea), vultur pescar (Pandion haliaetus), viespar (Pernis apivorus).
Pe lângă speciile protejate, pe teritoriul sitului au mai fost identificate 1 specie de păsări.